# Joyce Weisbecker
 Joyce Weisbecker  (* 1958 in New Jersey) ist eine US-amerikanische Ingenieurin und erste Frau in der Geschichte der Videospielentwicklung.

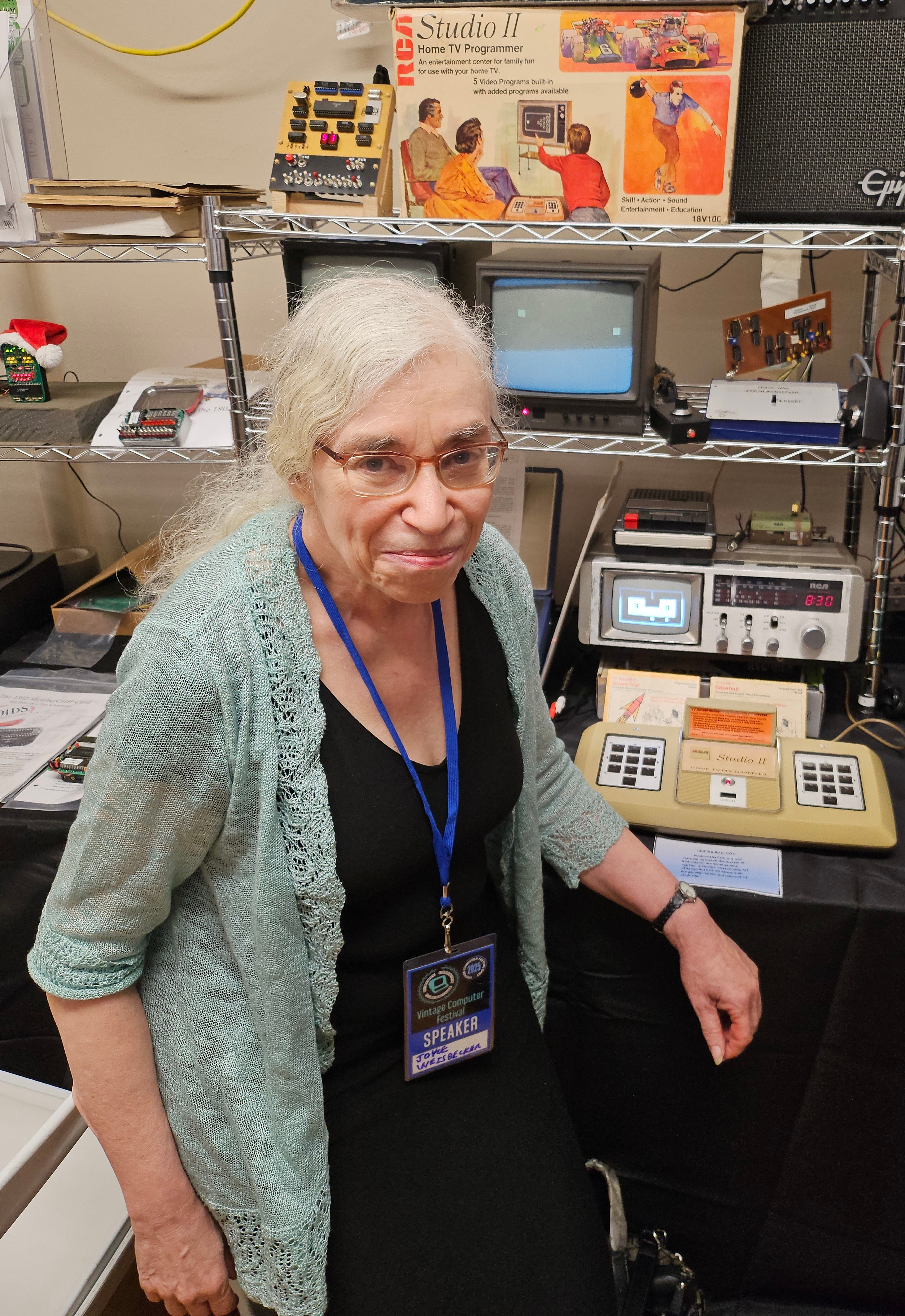
Joyce Weisbecker mit dem RCA Studio II auf dem VCF East 2025

## Leben und Werk
Weisbecker wurde in New Jersey als Tochter des Ingenieurs Joseph Weisbecker geboren, der bei der Radio Corporation of America (RCA) arbeitete und in seiner Freizeit Computer konstruierte. Sie lernte die Prototypen ihres Vaters zu programmieren und entwickelte während ihres Studiums an der Rider University Spiele für die RCA-Studio-II-Konsole. Als Demonstrationsprojekt entwickelte sie zwei Spiele für den RCA COSMAC VIP, die dann im Handbuch des Computers als Eingabeprogramme im CHIP-8-Quellcode enthalten waren. Mit dem Quizspiel „TV Schoolhouse“ programmierte sie innerhalb nur einer Woche ihr erstes kommerzielles Spiel und erhielt dafür von RCA 290 US-Dollar. Sie entwickelte 1977 noch drei weitere Spiele, entschied sich aber dann für die Fortsetzung ihres Studiums. 1980 schloss sie ihr Studium in Versicherungsmathematik und in Computer Science ab. 1998 machte sie ihren Abschluss in Elektrotechnik, den Master in Computer science und arbeitete dann als Ingenieurin in der Radarsignalverarbeitung.

## Spiele

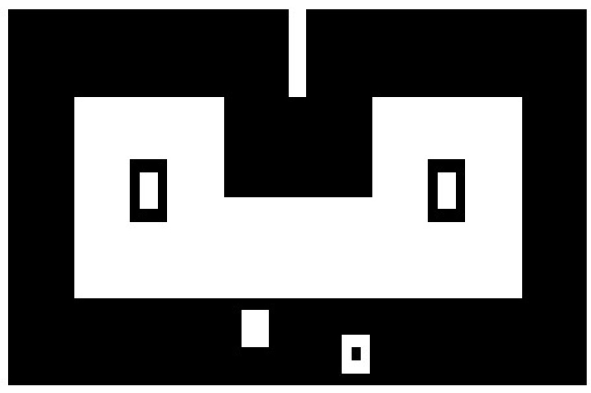
Screenshot des Rennspiels Speedway

- Snake Race, 1976
- Jackpot, 1976
- TVSchoolhouse, 1976
- Speedway, 1976
- Tag, 1976
- Slide, 1977
- Sum Fun, 1977
- Sequent Shoot, 1977